# Ричард I (Англия)
Ричард I Лъвското сърце (на английски: Richard I of England, Richard I the Lionheart, Richard Plantagenêt; на френски: Richard I-er d'Angleterre, Cœur de Lion; * 8 септември 1157, † 6 април 1199) е крал на Англия в периода 1189 – 1199. Той е представител на династията на Плантагенетите. Син е на краля на Англия Хенри II Плантагенет и неговата жена, херцогиня Елеонор Аквитанска. Трубадурът Бетран де Борн го нарича Oc-e-Non (Да-и-Не), докато някои по-късни писатели му дават псевдонима Лъвското сърце (на английски: Richard the Lionheart; на френски: Cœur de Lion).
Освен титлата крал на Англия, Ричард I e херцог на Аквитания (1172 – 1184 и 1184 – 1189), херцог на Нормандия (1189 – 1199) и граф на Анжу (1189 – 1199), Тур и Мен (1189 – 1199), а в периода 1169 – 1189 и граф на Поату.

## Ранни години
Ричард е роден на 8 септември 1157 в Оксфорд, Кралство Англия. Като втори син на Хенри II, Ричард има формално по-малки шансове да получи английската корона. Като дете той заминава за Франция, където получава като наследство от майка си Херцогство Аквитания и Графство Поату. Едновременно с това през 1170 г. по-големият му брат Хенри бил коронован под името Хенри III, който така и не получава реална власт.
Ричард обичал да воюва – от дете проявява големи политически и военни способности и бива известен със своята храброст. Също както и братята му, Ричард боготвори своята майка и не одобрява пренебрежението на баща си към нея. През 1173 г. Ричард, заедно с другите синове на Хенри, вдига неуспешен метеж срещу баща си. Ричард взима участие в метежа по настояване на майка си, но също и поради нанесената му от баща му обида – Хенри II искал да ожени Ричард за наложницата си Алис.
След смъртта на големия си брат през 1183 г. Ричард се превръща в следващия престолонаследник на Англия. Той решава да даде Аквитания на брат си Джон Безземни и сключва договор с френския крал Филип II срещу баща си Хенри II. В същата година старият крал почива и Ричард е коронован на 3 септември 1189 г.

## Начало на управлението
През десетте години, които управлява, Ричард прекарва само 6 месеца в Англия. Неговото управление, което започва с еврейските погроми в Лондон и Йорк (виновните за които били наказани от Ричард), рязко се отличава от царуването на неговия баща. Ричард се прославя със своите военни подвизи, но неговото управление води до драстично увеличаване на данъците за финансиране на армията и флота. В стремежа си да набави финансиране на военните си кампании той толерира скутажната практика и освобождава от васална клетва краля на Шотландия Уилям I срещу сумата от 10 000 марки. Разчитайки на военния професионализъм на високоплатени наемници Ричард започва да търгува с държавни земи и постове, като на краля се приписва твърдението, че би „продал и Лондон, ако се намери купувач.“ Всички средства са насочвани предимно за подготовка на Третия кръстоносен поход, целящ повторното освобождаване на Йерусалим.

## Кръстоносен поход
През лятото на 1190 г. Ричард се отправя на Трети кръстоносен поход, като оставя за регент и канцлер Уилям Лонгчамп. Английският и френският контингенти на кръстоносната армия се придвижват заедно през Италия. В началото на есента Ричард и Филип II се установяват в Сицилия, където през 1182 г. е починал кралят Вилхелм II Добрия, съпруг на Джоан, сестрата на Ричард. След като заема престола, племенникът на Вилхелм Танкред I Сицилиански хвърля Джоан в тъмница и я лишава от наследство. За отмъщение на 4 октомври 1190 г. Ричард завладява и разграбва Месина, но през март 1191 г. подписва мирен договор с Танкред. Според този документ Джоан е освободена, а Ричард провъзгласява за свой наследник на английския престол племенника си Артур Бретански, син на Готфрид II, на когото Танкред обещава да даде една от своите дъщери за жена. В резултат на този договор отношенията на Англия със Свещената Римска Империя се влошават, а братът на Ричард вдига метеж.
През май 1191 г. Ричард побеждава деспота на Кипър Исак Комнин Кипърски и сам започва да управлява острова, използвайки го като междинна база за своите кръстоносци. Там той се жени за Беренгария Наварска. Бракът им е бездетен – те прекарват малко време заедно, защото Ричард продължава похода си, а Беренгария скоро е изпратена обратно в Европа.
През юни 1191 г. Ричард най-накрая пристига със своята армия в Палестина, където пристанището-крепост Акра е обсадено от кръстоносците. Те почти са завзели града, но сами са обкръжени от войските на Саладин. След многократни атаки на кръстоносците на 12 юни Акра се предава. Като не получава обещания откуп за гарнизона на Акра, а също и Светият Кръст, завладян от Саладин в битката при Хатин, Ричард заповядва да обезглавят публично 2600 пленници. Въпреки това добрите отношения между Ричард и Саладин се запазват и стават едни от най-известните средновековни сюжети. Двамата си разменят подаръци – Саладин изпраща на Ричард пресни плодове и лед, а когато конят на Ричард е убит, му подарява 2 жребеца. Двамата даже разглеждат въпроса за евентуална сватба между сестрата на Ричард Джоан и брата на Саладин Ал-Адил.
Поради раздорите по повод разделението на Кипър и водачеството на похода, Ричард скоро бива изоставен от своите съюзници – херцога на Австрия Леополд V и крал Филип II (Филип скоро показва намерения да се възползва от отсъствието на Ричард за завладяването на неговите земи във Франция). В резултат на това Ричард, въпреки че бил близо до завладения от мюсюлманите Йерусалим, не го атакува и е принуден да сключи мир със Саладин на 2 септември 1192 г. Този договор запазва властта на Саладин в Йерусалим, но християните получават свободен достъп за поклонение. Ричард признава за крал на Йерусалим Конрад Монфератски, който обаче съвсем скоро е убит от асасините и неговото място е заето от племенника на Ричард – Анри II Шампански. Това събитие хвърля подозрение върху Ричард, че е замесен в убийството на Конрад.

## Плен
Притеснен от получените вести от Франция за съюзяване на Филип Огюст с брат му Джон Безземни, който временно царува над Англия, в негова вреда, Ричард бърза да потегли към дома. Корабът му е изхвърлен от буря на далматинското крайбрежие и той е принуден да се придвижва инкогнито по суша през териториите на херцог Леополд, само че е разпознат, заловен и хвърлен в затвора. Леополд е в изострени отношения с английския крал още от обсадата на Акра, когато Ричард нарежда флаговете на австриеца да бъдат свалени и хвърлени позорно в рова на крепостта. Допълнително го обвинява за смъртта на братовчед си Конрад.

Арестът на кръстоносеца Ричард води до реакция на папа Целестин III, който отлъчва Леополд от католическата църква. Затворникът е предаден на Хайнрих VI – император на Свещената Римска Империя, тъй като херцог няма правомощието да плени крал, и той го затворя в замъка Дюренщайн. Двамата германци споделят отговорността и искат откуп за Ричард и Хайнрих също е отлъчен от църквата. Поисканият откуп е 150 000 марки – двугодишният доход на английската корона, от тях 100 000 марки трябвало да бъдат платени предварително. Джон и Филип Огюст заговорничат срещу затворника и дори предлагат 80 000 марки той да остане пленник, но императорът не приема тяхното предложение. Елеонор Аквитанска събира исканата сума чрез извънредни данъци и на 4 февруари 1194 г. Ричард е освободен. Плащането на откупа почти разорява Англия. Филип изпраща писмо на Джон с думите: 
| „ | Бъди внимателен. Дяволът е на свобода. | “ |

## Край на управлението
След връщането си в Англия, Ричард сключва примирие с брат си Джон Безземни, според което го обявява за свой наследник. Това настройва английския крал срещу племенника му Артур, който е обезнаследен и по-късно изчезва безследно, вероятно убит. Пред Ричард назрява и конфликт с приятеля му и френски крал Филип II. През 1197 – 1198 г. Ричард започва усилена кампания по поправка и строеж на укрепления в Нормандия, като замъка Шато Гаяр недалеч от Руан, въпреки че съгласно договореностите си с Филип той няма право да строи замъци. Това произтича от факта, че според феодалното законодателство Ричард е васал на Филип в Нормандия и Поату, а упражнява кралско достойнство само над териториите си в Англия.
По време на царуването му (1189 – 99) сред бароните расте недоволството от наложените данъци, необходими за възстановяване на разходите му за похода, за платения откуп и за войната с Франция. Това е един от поводите, принудили Джон да подпише по-късно Магна Харта.
На 26 март 1199 г. при обсадата на замъка Шалю-Шаброл в Лимузен Ричард е ранен от арбалетна стрела над ключицата. На 6 април английският крал умира от гангрена в ръцете на Елеонора, своята 77-годишна майка и жена си Беренгария. Погребан е в абатство Фонтевро, Франция, редом с баща си. Тъй като Ричард е бездетен, на трона се възкачва брат му Джон. Френските владения на Плантагенетите обаче желаят за крал племенника на Ричард – Артур Бретански. От тези спорове за наследство започва разпадането на „Империята Анжу“.
Други по-важни последствия от управлението на Ричард са:
- Завладеният от Ричард Кипър бил използван за поддръжка на франкските владения в Палестина в течение на цяло столетие.
- Ричард прекарва в Англия само около 6 месеца от кралското си управление. Неговото невнимание към управлението на държавата води до корумпирането на администрацията.
- Военните му подвизи в трубадурските времена го правят една от най-големите фигури в средновековната история и литература. Ричард е главен герой в много легенди (особено в легендата за Робин Худ), книги („Айвънхоу“ на Уолтър Скот), филми, компютърни игри.